# アンドレ・ルヴォフ
アンドレ・ミシェル・ルヴォフ（André Michel Lwoff, 1902年5月8日 - 1994年9月30日）はフランスのオーヴェルニュ地方アリエ県で生まれた微生物学者である。酵素とウイルスの合成の遺伝的制御の研究によってノーベル生理学・医学賞を受賞した。

## 生涯
パリ11区のリセ・ヴォルテールに通い、パリ大学薬学部入学。また、この頃19歳でパリのパスツール研究所に入所した。1932年にはロックフェラー財団の援助を得て博士号を取得し、オットー・マイヤーホフを慕ってハイデルベルクのカイザー・ヴィルヘルム医学研究所に移った。ここでは鞭毛の進化の研究を行い、1937年には再びロックフェラー財団の援助を受けてケンブリッジに渡った。1938年、パスツール研究所の部門長に任命されると、バクテリオファージとポリオウイルスを使って画期的な研究成果を挙げた。

## 受賞歴
- 1960年 レーウェンフック・メダル
- 1964年 ケイリンメダル（ロンドン生化学協会）、シャルル＝レオポール・メイエ賞
- 1965年 ノーベル生理学・医学賞